# ブルンスウィック半島

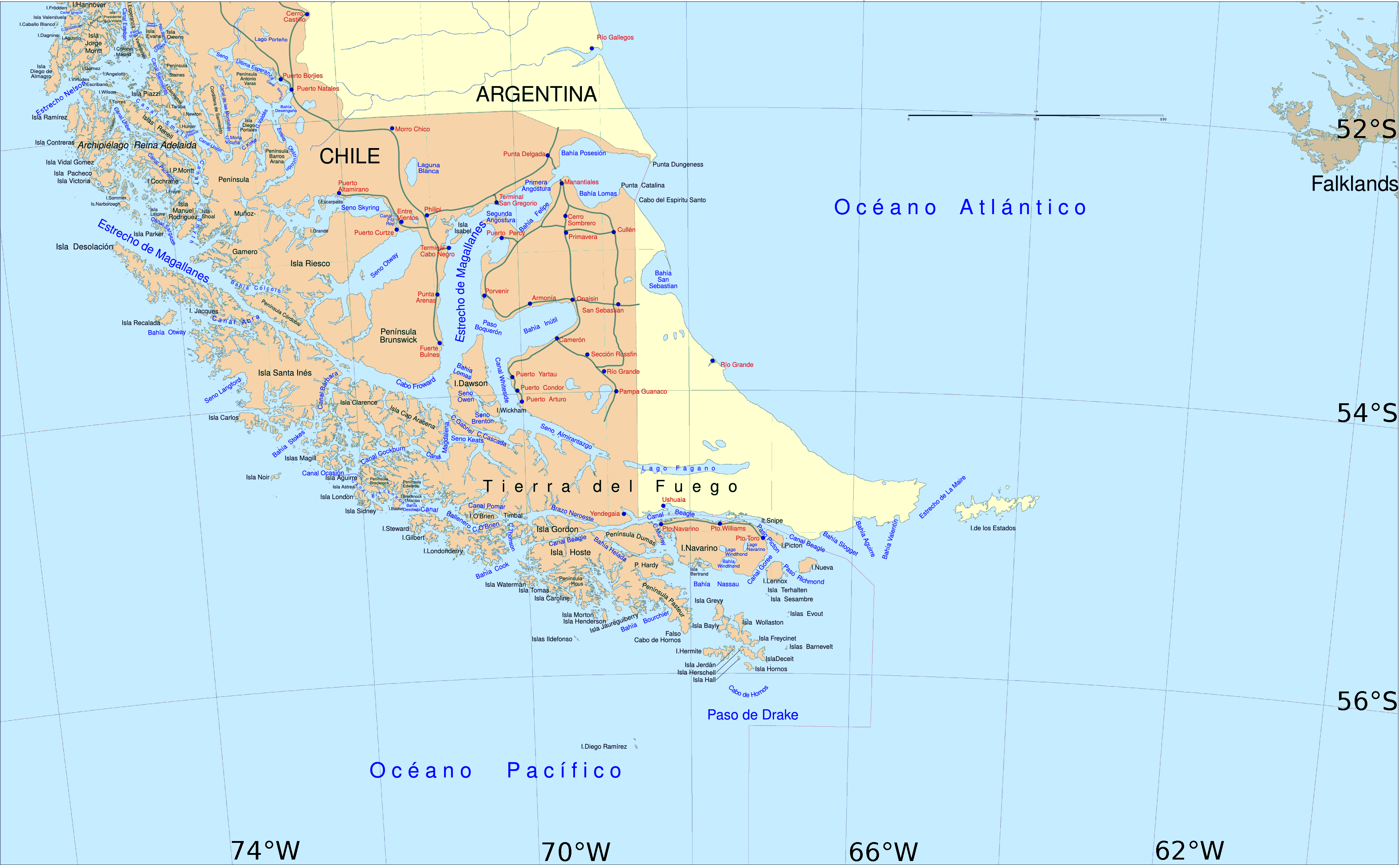
ブルンスウィック半島は南アメリカ大陸の最南端である

ブルンスウィック半島（スペイン語: Península de Brunswick）は、チリのマガジャネス・イ・デ・ラ・アンタルティカ・チレーナ州にある大きな半島。幅は北部の地峡部で16kmで、南部では80km近い。地峡部から南アメリカ大陸最南端のフロワード岬までの距離は115km。面積は6300平方km以上である。
半島唯一の都市はマゼラン海峡に近い北東岸に位置するプンタアレナスで、地域の中心地でもある。人口は東海岸にのみ分布するが、行政上は半島全域がプンタアレナス市（コムーネ）に帰属する。同市はフエゴ島の西、コックバーン海峡とマグダレーナ海峡より北に位置するすべての島も含む。カピタン・アラセーナ島、クラレンス島、デソラシオン島、ドーソン島などで、そのほとんどが無人島である。プンタアレナス市は北西でラグーナ・ブランカ、北東でサン・グレゴリオの各市と隣接する。